# SMS Viribus Unitis
SMS Viribus Unitis je bila avstro-ogrska admiralska bojna ladja (dreadnought) razreda Tegetthoff.
Bojna ladja je bila zgrajena leta 1912 v Trstu (v ladjedelnici Stabilimento Tecnico Triestino), njeno matično pristanišče pa je bil Pulj, glavno pomorsko oporišče Avstro-ogrske vojne mornarice.
Po porazu Avstro-Ogrske v I. svetovni vojni je postalo očitno, da bodo obalna področja ostala pod upravo Države Slovencev, Hrvatov in Srbov, zato je kronski svet dvojne monarhije 29. oktobra 1918 admiralsko ladjo, celotno vojno in trgovsko mornarico z vsemi pristanišči in kopenskimi objekti, sklenil predati tej novonastali državi.
Viribus Unitis in ostanek nekdanjega avstro-ogrskega ladjevja so bili kljub koncu vojne cilj napada italijanske kraljeve vojne mornarice (Regia Marina). 
SMS Viribus Unitis sta v Pulju 1. novembra 1918, ko je nekdanji viceadmiral Miklos Horty poveljstvo flote že predal kapitanu bojne ladje, novoimenovanemu kontraadmiralu Janku Vukoviću-Podkapelskemu, z nastavljeno mino potopila italijanska pomorska diverzanta Rosetti in Paolucci, ki sta v  pristanišče priplula s pomočjo Mignatta torpeda za dva potapljača.